# Bahşılı
Bahşılı ist eine Stadt und ein Landkreis der türkischen Provinz Kırıkkale.

## Stadt
Die Stadt liegt etwa 5 Kilometer südwestlich der Provinzhauptstadt Kırıkkale und im Nordosten des Kreises. Durch den Ort verläuft von Norden nach Süden die Straße D753 von Kırıkkale nach Karakeçili. Bahşılı erhielt 1990 den Status einer Belediye. Zwischenzeitlich (1999 bis 2018) war der Name der Stadt und des Kreises Bahşili. Die Kreisstadt ist die einzige Stadt im Landkreis und beherbergt 82,5 % der Kreisbevölkerung. Sie wird in fünf Mahalle (Stadtviertel) gegliedert, die im Durchschnitt von 1.201 Menschen bewohnt werden.

## Landkreis
Der Landkreis liegt im Südwesten der Provinz. Er grenzt im Norden an den Landkreis Yahşihan, im Nordosten an den zentralen Landkreis, im Osten an de Kreis Keskin, im Süden an den Kreis Karakeçili und im Westen an die Provinz Ankara.
Der Fluss Kızılırmak bildet im Osten etwa die Grenze zum Kreis Keskin, dort ist er zur Kapulukaya-Talsperre (türk. Kapulukaya Barajı) aufgestaut. Im Südwesten liegt der 1.555 Meter hohe Berg Küre Dağı. 
Durch das Gesetz Nr. 3644 wurde 1990 der Landkreis Bahşılı in der noch jungen Provinz Kırıkkale gegründet. Vom zentralen Landkreis (Merkez İlçe) der Provinzhauptstadt  wurde ein kleiner Teil (5 Dörfer und die namensgebende Belediye Bahşılı, 1985: 4.513 Einw.) im Südwesten abgetrennt und zum neuen Kreis formiert. Zur ersten Zählung nach der Kreisgründung (im Oktober 1990) hatte der neue Kreis eine Einwohnerzahl von 11.058, davon 6.317 Einw. in der Kreisstadt. 
Ende 2020 besteht der Kreis neben der Kreisstadt aus fünf Dörfern mit durchschnittlich 255 Einwohnern. Karaahmetli ist mit 662 Einwohnern das größte davon. Es war bis 2012 noch eine Belediye, wurde aber auf Grund sinkender Einwohnerzahlen 2013 zum Dorf zurückgestuft.  

## Ergebnisse der Bevölkerungsfortschreibung
Die nachfolgende Tabelle zeigt den vergleichenden Bevölkerungsstand am Jahresende für die Provinz Kırıkkale, den Landkreis und die Stadt Bahşılı sowie deren jeweiligen Anteil an der übergeordneten Verwaltungsebene. Die Zahlen basieren auf dem 2007 eingeführten adressbasierten Einwohnerregister (ADNKS). Die letzten beiden Datenzeilen entstammen Volkszählungsergebnissen.

| Jahr | Provinz | Landkreis | Landkreis | Stadt | Stadt |
| Jahr | abs.    | %         | abs.      | %     | abs.  |
| ---- | ------- | --------- | --------- | ----- | ----- |
| 2020 | 271.424 | 2,68      | 7.279     | 82,48 | 6.004 |
| 2019 | 275.618 | 2,68      | 7.399     | 81,48 | 6.029 |
| 2018 | 286.602 | 2,76      | 7.907     | 77,46 | 6.125 |
| 2017 | 278.749 | 2,46      | 6.851     | 83,39 | 5.713 |
| 2016 | 277.984 | 2,43      | 6.768     | 81,97 | 5.548 |
| 2015 | 270.271 | 2,51      | 6.772     | 81,48 | 5.518 |
| 2014 | 271.092 | 2,55      | 6.910     | 79,93 | 5.523 |
| 2013 | 274.658 | 2,56      | 7.032     | 78,85 | 5.545 |
| 2012 | 274.727 | 2,46      | 6.769     | 77,06 | 5.216 |
| 2011 | 274.992 | 2,51      | 6.911     | 75,89 | 5.245 |
| 2010 | 276.647 | 2,58      | 7.124     | 74,14 | 5.282 |
| 2009 | 280.834 | 2,54      | 7.134     | 72,51 | 5.173 |
| 2008 | 279.325 | 2,53      | 7.070     | 71,80 | 5.076 |
| 2007 | 280.234 | 2,54      | 7.121     | 69,68 | 4.962 |
| 2000 | 383.508 | 2,22      | 8.525     | 67,92 | 5.790 |
| 1997 | 357.544 | 1,97      | 7.053     | 60,68 | 4.280 |